# La bella preda (film 1949)
La bella preda (The Gal Who Took the West) è un film del 1949 diretto da Frederick de Cordova.

## Trama
Raccontata da un ex bella ormai nonna, la storia del generale O'Hara che nel 1890 in Arizona aveva due nipoti, entrambi innamorati di Lillian, cantante d'opera.